# Élections locales kazakhes de 2021
Les élections locales kazakhes de 2021 ont lieu le 10 janvier 2021 afin de renouveler les 488 conseillers régionaux et les 2 847 conseillers municipaux du Kazakhstan. 
Ces élections sont les premières à avoir lieu depuis l'instauration en 2018 du multipartisme à ces échelons, au scrutin proportionnel plurinominal. Les élections étaient jusqu'à présent non partisanes, avec des candidats tous sans étiquette, élus au scrutin uninominal majoritaire à un tour.
À Almaty, des dizaines de personnes manifestant contre l'élection sont encerclées par la police, tandis que des observateurs électoraux indépendants sont soumis à des restrictions.